# Río Seyhan
El río Seyhan (escrito antiguamente Seihan o Sihun)  (en turco: Seyhan Nehri) es un importante río costero de la vertiente mediterránea de Turquía, de 560 km de longitud. Desde su cabecera, en las montañas Tahtalı —en las provincias de Sivas y Kayseri, en los montes Antitauro—, discurre por  Kayseri en dirección suroeste, luego cruza la provincia de Adana y en su última parte, forma la frontera con la provincia de Mersin para desembocar, a través de un amplio delta, en el golfo de Alejandreta, en el mar Mediterráneo.
Antiguamente, se llamaba río Sarus, que a su vez proviene del griego Ψάρος/Σάρος, Saros, y la llanura que lo rodeaba se conocía con el nombre de Cilicia. El nombre de Seyhan está relacionado con el del Sihoun, nombre dado por los geógrafos árabes de la Edad Media al río Sir Daria.
La ciudad de Adana se encuentra en la orilla derecha (oeste) del río Seyhan, a unos 50 km de la desembocadura, y el río es atravesado por el puente de Piedra. El embalse de Seyhan, río arriba desde Adana, proporciona agua para riego y energía hidráulica, además de servir para controlar las inundaciones.